# Чёрная молния (фильм, 2009)
«Чёрная мо́лния» — российский новогодний супергеройский фильм, снятый режиссёрами Александром Войтинским и Дмитрием Киселёвым. В широкий прокат фильм вышел 31 декабря 2009 года, однако в некоторых кинотеатрах фильм начал демонстрироваться с 26 декабря.
Слоган фильма — «Ты должен подняться».

## Сюжет
В 2004 году под тектонической плитой, на которой стоит Москва, было обнаружено большое скопление алмазов. Бизнесмен Виктор Александрович Купцов решает во что бы то ни стало завладеть ими, для чего был построен гигантский бур. В начале фильма показывают сцену: Купцов смотрит на работающий бур, и один из учёных требует прекратить процесс, намекая, что из-за подземных толчков город может полностью обрушиться («Это же геологический фундамент города! Если он треснет…»), на что получает быстрый ответ: «Алмазы будут моими!» Но скорость бурения начинает падать, а затем бур и вовсе останавливается. Купцов и учёный покидают помещение, и учёный рассказывает бизнесмену, что для работы бура нужно некое устройство, называемое «нанокатализатор». Данное устройство было создано на основе найденного кристалла в образцах лунного грунта, собранного советским луноходом, и способно преобразовывать обычное топливо в нанотопливо с многократно увеличенным энергетическим потенциалом. Однако нанокатализатор был утерян, и его местонахождение оставалось неизвестным.
Проходит 5 лет. Рабочие, проводя раскопки в районе Москва-Сити, обнаруживают подземную лабораторию времён Советского Союза, где почти 40 лет стоит покрытый пылью автомобиль. Решив поделить деньги от продажи находки, рабочие вытаскивают машину на поверхность и выставляют на авторынок.
Далее показывается главный герой фильма — обыкновенный московский студент МГУ Дмитрий Майков. Дима, будучи выходцем из небогатой семьи водителя трамвая, безнадёжно влюбляется в свою однокурсницу Анастасию Светлову, которая, приехав из Нижнего Новгорода покорять столицу России, предпочитает Диме его друга — сына богатого бизнесмена, «мажора» Макса, который имеет белый «Mercedes-Benz C-класс» и может себе позволить полететь с той девушкой, которая ему нравится, в Венецию. Когда Макс пускает Диму за руль своего автомобиля, он, стремясь унизить друга, представляет севшей к нему в салон Насте Диму как своего личного водителя.
Наступает день рождения Димы. Он получает в подарок от отца чёрный автомобиль ГАЗ-21 «Волга» 1966 года выпуска. Дима, дабы не расстраивать родителя, не показывает своих настоящих чувств: он ждал более современную машину и был уверен, что таким «раритетом» можно вызвать лишь смех своих однокурсников. В бардачке машины Дима находит мягкую старую грампластинку и фотографии троих учёных, но не придаёт этому значение. Оставив «Волгу» на парковке за домом, парень решает добраться до вуза на автобусе, но опаздывает к началу лекции бизнесмена Виктора Купцова, который рассказывает студентам о том, что путь к успеху в жизни и в бизнесе — это путь эгоиста, для которого превыше всего лишь собственные интересы. Высмеяв объяснения Майкова, почему тот опоздал (Дима помогал зайти в автобус пожилому человеку и не смог уехать сам), Купцов даёт Диме миллион рублей, поскольку тот обещает никогда никому больше не помогать, чтобы успевать на лекции Купцова. Майков возвращает деньги Купцову, который говорит студенту, что сам когда-то начинал с нуля — торговал цветами.
В раскопанной лаборатории в Москва-Сити Купцов и его подчинённые узнают, что нанокатализатор был установлен в «Волге ГАЗ-21», на данный момент находящейся во владении у Дмитрия Майкова. Люди Купцова начинают поиски машины, которой не оказалось в лаборатории. Под влиянием лекции Купцова Дмитрий начал работать на своей машине в фирме по доставке цветов. Много заработать герою мешают московские пробки — бич российской столицы начала XXI века. Однажды люди Купцова, заметив его «Волгу», пускаются за ним в погоню. Когда автомобиль прислужников Купцова уже почти столкнулся лоб в лоб с машиной Майкова, тот от страха вдавил в пол педали тормоза и сцепления одновременно, и тут-то обнаружились свойства машины: она оснащена ракетными двигателями и может летать, благодаря чему столкновения удалось избежать. Не зная толком, как управлять летающим авто, Дима влетает в заброшенный завод на окраине Москвы и врезается в груду старых покрышек, после чего бросает на месте приземления «Волгу» со всеми цветами, которые должен был доставить по назначению.
После этого Дима, попав с помощью Макса в пафосный московский ночной клуб, слушает на ди-джейском проигрывателе найденную в «Волге» грампластинку. Из записи он узнаёт имена учёных, изготовивших летающую машину, и заявляется к двум из них, супругам Павлу Перепёлкину и Ольге Романцевой, под видом корреспондента газеты «Московский комсомолец». Дима говорит учёным, что хочет написать большую статью об их изобретении. Те, решив, что с их изобретения снят гриф секретности, рассказывают Майкову о «Волге» все интересующие его подробности, а Романцева дарит Диме инструкцию к летающему автомобилю, которую составил третий учёный — Михаил Елизаров.
Майков очень быстро осваивает управление «Волгой» и принимается доставлять цветы по воздуху с сумасшедшей скоростью, играючи облетая автомобильные пробки. Он возмещает убыток своему руководителю и начинает зарабатывать неплохие деньги. Позже Дима даже приглашает Настю в шикарный ресторан. Но его эгоизм приводит к тому, что Дима не приходит на помощь раненому ножом мужчине на улице. Этим человеком оказывается его отец — его убил грабитель (которого ранее он обезвредил), с помощью которого приспешники Купцова пытались найти того, кого подвозила «Волга» (а через него — выйти на владельца машины). Гибель отца меняет отношение Дмитрия к жизни — он решает использовать свою машину, чтобы помогать людям, нуждающимся в помощи и поддержке, и становится супергероем. Вскоре почти все жители города становятся его фанатами, журналисты дают ему прозвище «Чёрная молния».
Тем временем Купцов начинает охоту за нанокатализатором, превращающим бензин «Чёрной молнии» в нанотопливо, которое можно использовать для подземного бурения. Попытка людей Купцова, выманивших Диму сообщением о погоне за преступниками, а самих угнавших патрульную машину полиции, сбить машину из гранатомёта приводит к тому, что машина с бандитами поднимается «Чёрной молнией» на большую высоту и разбивается о крышу одного из домов в Южном Бутово, а прислужники Купцова еле остаются в живых.
Макс пользуется тем, что никто не знает истинного имени и облика пилота «Чёрной Молнии» и говорит Насте, что именно он — супергерой, наводящий ужас на преступный мир Москвы. Незадолго до этого «Чёрная Молния» спасает Насте жизнь, приняв на свой борт огромную сосульку, падавшую на неё с края крыши, а из машины к ногам девушки выпадает букет роз, адресованный Насте с подписью Макса, доставку которого парень заказал в фирме Майкова. Настя верит, что Макс — пилот «Чёрной Молнии», отказывается от приглашения Димы встречать с ним Новый год и уходит к его сопернику.
Купцов, осознав ситуацию с поимкой нанокатализатора непростой, находит учёных — разработчиков летающей «Волги» — и хитростью заставляет их сделать современный и вооружённый аналог «Чёрной Молнии», используя за основу его один из своих бронированных серебристых «Mercedes-Benz S-класс». Сложность возникла лишь в том, что новый нанокатализатор изготовить учёные не смогли из-за отсутствия необходимых материалов, полученных в своё время с Луны во время её исследования советскими автоматическими станциями. А запаса нанотоплива у учёных — Михаила Елизарова, Павла Перепёлкина и Ольги Романцевой — осталось всего на три часа работы нового летательного аппарата. Купцов не сомневается, что ему для достижения своих целей этого запаса хватит.
Бизнесмен выманивает Майкова на крышу небоскрёба «Алмазная Башня», дав сбежать туда одному из учёных — Перепёлкину, разгадавшему истинные намерения Купцова; остальных же он приковывает к буру. Дима даже не успевает вступить в бой со злодеем: тот сбивает «Чёрную молнию» тепловой ракетой, забирает нанокатализатор и отправляет «Волгу» под лёд Москвы-реки.
Звонок любимой Анастасии, которая поняла, что по-настоящему любит именно Дмитрия, а не «супергероя» Макса, приводит протагониста в чувство. Дима вспоминает слова учёных о том, что на случай отключения или отсутствия нанокатализатора в машине есть специальный запасной контейнер с нанотопливом, которого могло хватить на тридцать минут. Запустив двигатель, он взлетает из-подо льда, подобно баллистической ракете, летит в логово Купцова внутри «Алмазной Башни» и спасает учёных и весь город, захватив нанокатализатор и остановив бур. Купцов узнаёт об этом, замечая остановку бура на приборах своего «Мерседеса». Через систему видеонаблюдения с громкоговорителями, стоящих у него в машине, бизнесмен сообщает Диме, что его девушка у него в заложниках (хотя на самом деле она была на студенческой вечеринке в честь Нового года), и если он хочет вернуть её, он должен отдать ему нанокатализатор. Дима начал звонить Насте, чтобы проверить достоверность сказанных злодеем слов, но Купцов успевает ворваться в университет, изрядно напугав ничего не подозревающих студентов (в том числе и Настю), после чего берёт её телефон и отвечает Диме, назначая встречу на Красной площади.
Над площадью зависают две машины, внизу праздничная толпа. Дима показывает нанокатализатор и начинает сигнализировать Насте: «Три звонка, три сигнала, вы-хо-ди» (Дима рассказывал, как его отец, будучи водителем трамвая, приглашал его мать на свидание с помощью таких сигналов фарами и гудков). Настя выпрыгивает из машины Купцова, Дима её подхватывает на капоте своей «Волги» и мягко опускает в самый центр толпы встречающих Новый год москвичей. Настя узнаёт в пилоте «Чёрной молнии» своего любимого человека, а Дима видит на руке Насти подаренную им фамильную драгоценность — кулон с подвеской в форме сердечка.
Поняв, что обмен не состоится, разъярённый Купцов атакует «Чёрную молнию» тепловыми ракетами — начинается их финальная битва. Используя исключительную маневренность «Волги», Диме удаётся увернуться от большинства снарядов, но, когда он пролетает сквозь один из строящихся небоскрёбов Москва-Сити, одна из ракет попадает в борт его машины. Вылетев из «Волги», которая повисает на железной арматуре на самом краю здания, Дима чудом успевает схватить потерянный было нанокатализатор и повиснуть над бездной, схватившись за «оленя» на капоте автомобиля. Торжество Купцова длится недолго — Диме удаётся обрушить машину в пропасть, забраться в падении в кабину и запустить мотор. Майков включает все резервы двигателей «Волги» и направляет её вертикально вверх. Врезавшись в капот «Мерседеса» наблюдавшего за падением «Волги» Купцова, «Чёрная Молния» набирает первую космическую скорость и не хуже ракеты-носителя выталкивает машину Купцова на орбиту Земли, где у пытавшегося затормозить «Мерседеса» заканчивается нанотопливо. Купцов без скафандра, запаса кислорода, защиты от космической радиации и ничем не защищённый от мирового холода остаётся на орбите без шансов выжить. Последним выхлопом тормозных двигателей перед окончанием аварийного запаса нанотоплива Дима отправляет «Волгу» обратно в атмосферу, где благодаря тормозным парашютам совершает мягкую посадку на крышу одного из московских зданий недалеко от Киевского вокзала. В ходе битвы машина получила серьёзные повреждения, но её пилот-супергерой остался жив и здоров.
На следующий день Дима и Настя гуляют вместе. На вопрос первого, есть ли у «Чёрной Молнии» девушка, вторая отвечает «Конечно, есть», после чего влюблённые целуются.
В фильме также есть и комическая линия, связанная с пожилым мужчиной, из-за которого Майков опоздал в начале фильма на лекцию Купцова. Этот мужчина — хронический алкоголик — дважды случайно видит «Чёрную молнию» в небе и решает, что уже допился до белой горячки. Испугавшись за свою жизнь, он бросает пить и отучает от этой пагубной привычки двух своих собутыльников. В финале фильма три бывших алкоголика, ставшие заправскими физкультурниками, совершают пробежку по заснеженной Москве и пробегают мимо целующихся Димы и Насти.

## В ролях
| Актёр               | Роль                                                                          |
| ------------------- | ----------------------------------------------------------------------------- |
| Григорий Добрыгин   | Дмитрий Майков / Чёрная Молния                                                |
| Екатерина Вилкова   | Анастасия Светлова                                                            |
| Виктор Вержбицкий   | Виктор Александрович Купцов бизнесмен, главный антагонист фильма              |
| Сергей Гармаш       | Павел Аркадьевич Майков отец Дмитрия и Татьяны, водитель трамвая              |
| Елена Валюшкина     | Анастасия Ивановна Майкова мать Дмитрия и Татьяны                             |
| Екатерина Старшова  | Татьяна Майкова младшая сестра Дмитрия                                        |
| Иван Жидков         | Максим друг Дмитрия                                                           |
| Валерий Золотухин   | Павел Владимирович Перепёлкин учёный, изобретатель, создатель «Чёрной Молнии» |
| Екатерина Васильева | Ольга Романцева учёная, жена Павла Перепёлкина                                |
| Юозас Будрайтис     | Михаил Елизаров изобретатель                                                  |
| Дато Бахтадзе       | Бахрам Махамедович директор цветочного магазина                               |
| Игорь Савочкин      | Борис Иванович помощник Купцова                                               |
| Владимир Малков     | Феликс Петрович                                                               |
| Михаил Ефремов      | алкоголик                                                                     |
| Юлия Панкратова     | ведущая новостей Первого канала (камео)                                       |
| Олег Иванов         | лектор                                                                        |

## Саундтрек к фильму
- 3NT — Мне нужны деньги
- DNK — Touch You Now
- Immediate Music — Catch Falling Sky
- Immediate Music — Serenata
- А-Студио — Чёрная Молния
- Александр Рыбак — Супергерой
- Андрей Данилко — После тебя
- Лигалайз feat. Би-2 — Повелитель Молний
- Ранетки — Чёрная молния
- Влад Жуков — Чёрная молния (Eximinds ft. Vlad Z Remix)
- Salvador — Поднимайся
- Серёга — Выше неба
- Бандерос — Про красивую жизнь
- Дискотека Авария — Новогодняя
- IKA — Ты Держи Меня За Руку (Vengeroff Remix)
- Айдамир Мугу — Чёрные глаза

## Прокат
Общероссийская премьера фильма состоялась 31 декабря 2009 года; в общей сложности фильм посмотрело около 3,3 млн чел. Премьера в Казахстане состоялась 28 декабря. Премьера на Украине состоялась 31 декабря от компании B&H. Премьера в Эстонии состоялась 1 января 2010 года. Премьера в Израиле состоялась 7 января. 17 июня 2010 года стало известно о скором выходе фильма на территории Китая на 350 экранах — это стало возможным благодаря сотрудничеству Тимура Бекмамбетова с американской компанией Universal (именно она занимается прокатом фильма в Китае).

## Отзывы и оценки
Критики оценили фильм неоднозначно: он получил много как положительных, так и отрицательных и нейтральных отзывов.
Как положительные стороны фильма критики отмечали экшен, спецэффекты, юмор и общий настрой картины. Анна Фёдорова в журнале «Семь дней» описала фильм так: «добрая, слегка наивная, забавная, но местами грустная новогодняя сказка». По мнению Петра Зайцева из журнала «Мир фантастики», «„Чёрная молния“ получилась истинно бекмамбетовским фильмом в хорошем смысле слова: красочная картинка, колоритные персонажи, не провисающий сюжет и высококачественные спецэффекты». Пётр Фаворов в журнале «Афиша» похвалил сюжет фильма: «Авторам „Молнии“ удалось в отечественных условиях невероятное: написать человеческий сценарий приключенческого фильма, в котором почти все линии куда-нибудь приводят… и снять его так, что он не выглядит дешёвой подделкой».
Недостатком фильма критики сочли копирование жанровых клише из западных супергеройских фильмов (особенно часто «Чёрную молнию» сравнивали с фильмом Сэма Рэйми «Человек-паук»). «Афиша» писала: «В „Чёрной молнии“ слишком много копирования американского канона, от обязательных ракурсов на небоскрёбах до заголовков в газетах, и слишком мало местных реалий». Кроме того, многие ругали фильм за навязчивую скрытую рекламу. По мнению Алекса Экслера, «с продакт-плейсментом вообще все традиционно ужасно — почти в каждом кадре назойливо тычут в лицо зрителям какие-то бренды».

## Награды и номинации
- 2009 год — номинация на премию MTV Russia Movie Awards («Лучший трейлер»)
- 2011 год — номинация на премию Золотой орёл («Лучшая музыка» — Юрий Потеенко)

## Факты о машине
«Чёрную молнию» «играли» 10 машин «Волга ГАЗ-21». Дополнительно были сделаны 100 компьютерных прототипов. Номер «Чёрной молнии» «19-91 ДЕЕ» происходит из известного мема «Лепрозория» — ДЕЕ1991ГР. По ходу фильма возникают и другие отсылки к «Лепрозорию», например, когда машина влетает в заброшенное здание, на стене написано: «Лепра та» и «Привет лепра!».
Согласно фильму, летающий автомобиль «Чёрная молния» весит четыре тонны, разгоняется до 300 км/ч и умеет зависать в воздухе.

## Компьютерные игры
По мотивам фильма были созданы две игры. Одна повторяла сюжет фильма, а другая была спин-оффом про Настю Светлову.

## Будущее

### Отменённое продолжение
Ещё до выхода фильма создатели были уверены в успехе фильма и планировали снять продолжение. Авторы планировали каждый год снимать и выпускать под Новый год всё новые части фильма. После сомнительных сборов фильма новых слухов о продолжении не поступало. Возможно, обещанные продолжения были отменены.

### Ремейк
30 июня 2010 года в «Variety» появилась информация, что Тимур Бекмамбетов ведёт переговоры со студией «Universal» о постановке англоязычного ремейка. Однако до сих пор данная информация не подтвердилась.